# Staniskabach
Der Staniskabach ist ein Bach in der Gemeinde Kals am Großglockner (Bezirk Lienz). Der Bach entspringt östlich der Staniskaalm und mündet südlich der Hofstelle Haslach (Staniska) in den Kalserbach.

## Verlauf
Die Quellen des Staniskabachs entspringen in einem Hochtal, das vom Riegelkopf und den Leibnitzer Rotspitzen im Süden, vom Hochschober im Osten und dem Kreuzegg sowie der Nördlichen bzw. Südlichen Wasserfallspitze im Norden begrenzt wird. Zum Einzugsgebiet gehört auch das westlich des Hochschobers gelegene Staniskakees. Der nördliche Quellbach des Staniskabachs entspringt zwischen Kreuzegg, Winkelegg und der Nördlichen Wasserfallspitze. Der südliche Quellbach wird von den Wasserfallspitzen und den Leibnitzer Rotspitzen umrahmt. Nach der Vereinigung seiner Quellbäche fließt der Bach zunächst in nordwestliche Richtung vorbei an der Staniskaalm und erreicht in der Folge in rund 1960 Metern Seehöhe die Waldgrenze. Der Staniskabach durchfließt nun bis zur Mündung geschlossene Waldgebiete, passiert nördlich Loipalm und Lenzalm und stürzt im Unterlauf eine Waldschlucht hinab, wo er kurz vor der Mündung den Schleierwasserfall (Naturdenkmal, Listeneintrag) ausgebildet hat. Südlich der Hofstelle Haslach des Ortsteils Staniska mündet der Staniskabach linksseitig in den Kalserbach.